# Niesehorn
Das Niesehorn ist ein 2776 m ü. M. hoher Berg in der Wildhorngruppe in den westlichen Berner Alpen in der Nähe von Lauenen im Schweizer Kanton Bern.
Das Niesehorn liegt nordöstlich des Wildhorns (3247 m ü. M.) und fällt nach Norden in einer zerklüfteten Felsflanke zum Stigelschafberg ab. Das Niesehorn ist der Hausberg der Wildhornhütte und von dieser über den Südgrat leicht ersteigbar, auch als Skitour.
Der Berg ist weder erschlossen, noch touristisch attraktiv. Er steht im Schatten der weitaus höheren Dreitausender der Wildhorngruppe. Das Niesehorn befindet sich von Lenk 15 km und von Lauenen 20 km entfernt. Nördlich des Niesehorns befindet sich der Tungelpass.
Das Niesehorn ist nicht mit dem Niesen (2368 m ü. M.) zu verwechseln, der sich am Eingang des Simmentals befindet.